# Charlie Korsmo
Charles (Charlie) Randolph Korsmo (Fargo, North Dakota, VS, 20 juli 1978) is een Amerikaans acteur.

## Biografie
Korsmo verscheen als kind in verschillende films in 1990-1991, maar werkt momenteel vooral buiten de toneelwereld.
Hij werd geboren in Fargo, North Dakota en groeide op in Minneapolis, Minnesota. Hij speelde in grote films als Dick Tracy (waar hij de "kid" speelde), What About Bob? en Hook. Hij keerde even terug naar het witte doek in een secundaire rol in Can't Hardly Wait in 1998.
Korsmo ging naar de Massachusetts Institute of Technology waar hij een graad in natuurkunde behaalde in 2000. In 2002 nam hij een baan aan bij de Amerikaanse overheid om te werken aan raketafweer. Hij besteedde ook tijd aan de Republikeinse Partij in het Huis van Afgevaardigden en de Environmental Protection Agency. Hij studeert momenteel (2006) aan de Yale-universiteit.
Zijn vriendin, actrice Sara Marsh, is ook afkomstig uit Minneapolis.